# 長谷川ヨシテル
長谷川 ヨシテル（はせがわ よしてる、1986年11月21日 - ）は、タレント、放送作家、構成作家、歴史ナビゲーター。本名は長谷川 嘉輝（読み同じ）。2024年3月31日まではワタナベエンターテインメントに所属していたが、2024年4月1日よりフリーとして活動している。くまがや歴史応援大使、滑川町観光大使、松江観光大使を務める。

## 来歴
埼玉県熊谷市出身。埼玉県立熊谷高等学校から立教大学経済学部に進学。大学卒業後にワタナベコメディスクール10期生として入学。以前は、熊谷高校の同級生の内田英輔とあかいらかというコンビを組んでいた。2013年に解散した後、自身はピンで歴史芸人として活動し、内田はバッドナイスを結成した後、2019年に解散・引退。
2017年3月に芸人を引退し、歴史ナビゲーター・歴史作家として活動を開始。歴史バラエティ番組の放送作家や監修を担当。

### 人物・交友
- 持っている資格は、中高地理歴史教員免許、歴史能力検定2級（日本史）、日本城郭検定準1級。
- 趣味は城・古戦場めぐり、歴史小説。城や武将の名前が入った各地の地酒を集めている。
- 衣装はスーツを着て赤い兜をかぶっていることが多い。兜の前立ては「長谷川」と彫られている[3]。
- 元立教大学野球部で[4]、元横浜DeNAベイスターズの小林太志投手、東北楽天ゴールデンイーグルスの戸村健次投手とはチームメイトだった。(2年秋に退部)[3]
- お笑いコンビのメイプル超合金のカズレーザーは熊谷高校の先輩であり、兄のクラスメイトだった[5]。
- おはスタポケモン部の部員であり、レーティングバトルで世界85位になるほどのポケモンマニアである[6]。
- 『芸人○○王【戦国時代編】』で、若手芸人一斉ペーパーテストをトップ通過し、本選では、松村邦洋、TIMのゴルゴ松本、はんにゃの金田哲、ブロードキャスト!!の房野史典、米粒写経の居島一平など抑えて優勝した[7]。
- 「歴史ライブ〜軍師と足軽〜」に出演した金田哲（はんにゃ）、山本博（ロバート）、房野史典（ブロードキャスト!!）、いけや賢二（犬の心）、桐畑トール（ほたるゲンジ）と共に歴史好き芸人ユニットの「ロクモンジャー」を結成している。

## 出演・作品

### テレビ
- 芸人報道（日本テレビ、2012年2月13日・2013年1月7日）
- 芸人○○王【戦国時代編】（毎日放送、2012年3月24日）
- サタネプ☆ベストテンSP「芸能人1000人が選んだ私のイチオシ芸人」（TBS、2012年9月1日）
- ハッピーMusic（日本テレビ、2012年9月14日）
- まもなく!芸人報道（日本テレビ、2012年10月1日・10月8日）
- CATVネットワーク～すばらしき私の街～▽歴女必見！東海から歴史が動いた（NHK BSプレミアム、2012年10月27日）
- 激論!どっちマニア（テレビ朝日、2013年2月2日）
- ゲキレア珍百景（テレ朝チャンネル） - #6に出演
- TV・局中法度!（tvk、他） - 第11回放送　歴史コント「弟子っ子芸人弁慶くん」ディレクター役、第21回放送　城熱大陸「石垣山城」穴太衆役
- 穴があくほど定点観測（TBS、2014年10月27日）
- ポケモンゲット☆TV（テレビ東京、2014年12月7日）
- NMBとまなぶくん（関西テレビ、2015年5月7日）
- おはスタ（テレビ東京、2015年5月28日・11月5日・2016年2月4日、11日、18日、25日・3月10日、17日、24日・5月5日、19日、26日・6月2日）
- プレミアの巣窟（フジテレビ、2015年6月22日）
- 教科書に載せきれないニッポンのナゼ?（テレビ東京、2015年10月28日）
- ポケモンの家あつまる?（テレビ東京、2015年11月8日）
- 大河ドラマ『真田丸』（第3回「策略」2016年1月24日放送）：「百姓11」役でエキストラ出演[3]。
- 日本珍説学会（日本テレビ、2016年2月26日）
- 映画『関ヶ原』：エキストラ出演[8]
- 教えてもらう前と後（毎日放送、TBS系列、2017年1月30日）
- 特捜警察ジャンポリス（テレビ東京、2017年12月2日）
- 勇者ああああ（テレビ東京、2018年8月23日）
- リトルトーキョーライフ（テレビ東京、2018年9月12日）
- ビーバップ!ハイヒール（朝日放送テレビ、2018年11月1日）
- 林修のニッポンドリル（フジテレビ、2019年2月6日、3月13日、4月10日、5月1日、6月26日、7月31日、9月4日）
- お城好き1万人がガチで投票！お城総選挙（テレビ朝日、2019年3月23日）
- TALK ABOUT＋（BS-TBS、2019年6月30日）
- クイズ！オンリー1（TBS、2019年10月15日）：優勝して100万円を手に入れる
- カウントダウン大河 麒麟がくる（NHK、2020年1月18日）
- 小さな村のデッカい奇跡の物語（NHK BS4K、2021年3月21日）

### ラジオ
- TALK ABOUT（TBSラジオ、2019年2月9日、5月5日、8月24日）
- アポロン（TOKYO FM、2013年7月11日・2014年1月23日・2015年7月23日）
- PRIME FACTOR（J-WAVE、2015年1月17日）
- 土田晃之 日曜のへそ（ニッポン放送、2015年7月19日）
- FM岐阜公開録音「合戦トークLIVE　in 関ヶ原」（エフエム岐阜、2016年10月22日）
- 鷹の爪団の世界征服ラヂヲ（TOKYO FM、2016年12月22日）
- 紗倉まな・野本ダイトリのどうしたらいいでしょうか？（文化放送、2017年5月13日、20日）
- 水瀬いのりの「信長の忍び」ラジオ～私、リスナー様の忍びになります！！～（音泉、第2回-）
- AVALON（J-WAVE、2017年11月3日）

### アニメ
- ワールドフールニュース PART II（2017年、板倉誠 役）

### WEB
- 御城プロジェクト:RE 公式生放送（第一回 - 五回）
- ブシモ放送局（ニコニコ生放送、2014年7月31日・8月26日・10月31日・2015年2月25日・9月15日）
- しろくろジョーカー電影瓦版（ニコニコ生放送、2016年3月28日 - ）
- 舞台「幻の城」カウントダウン特番（アメスタ番組MC、2015年9月 - ）
- ニコラジ（ニコニコ生放送、2016年10月4日、11月4日、12月6日、2017年1月11日、2月7日、3月7日）
- エンターテインメント歴史マガジン『歴史人』のブログの連載[3]。（「最弱の城～お願いだから攻めないで～」「日本史の実行犯～あの方を斬ったの…それがしです～」）

### 作家・監修
- おしろツアーズ（フジテレビ系列、2016年5月15日）- 監修
- さんま・玉緒のお年玉あんたの夢をかなえたろかスペシャル 史上最大1万人の夢！（TBS系列、2017年1月9日） - 構成
- 正しくお参り!バッチリ開運!やしろツアーズ4（フジテレビ、2017年12月3日）- 監修
- 林修の「峠」王は君だ！ファイナル（新潟テレビ21、2018年12月29日）- 構成
- 正しくお参り!バッチリ開運!やしろツアーズ5（フジテレビ、2018年12月2日）- 監修* TV・局中法度!（tvk ほか、2012年10月 - ）- 放送作家
- 俺の地図帳 〜地理メンBOYSが行く〜（読売テレビ ほか、2014年4月 - ） - 放送作家
- ″武士野球″サムライベースボール（アマチュア硬式野球向けフリーマガジン） - 「侍の野望～球児たちよ、歴史から学べ！～」を連載
- 歴史人ブログ - 「最弱の城～お願いだから攻めないで～」や「日本史の実行犯～あの方を斬ったの…それがしです～」を連載
- あいたい兵庫・ブロガー100人戦国トリップ - 「黒田官兵衛ゆかりの城を巡る！大河ドラマ先駆けツアー」を連載（兵庫県公認ブロガー）
- ブシロード「しろくろジョーカー」（戦国城下町シミュレーション） - 公式ブロガー

### イベント・講演
- すのまた秀吉出世まつり（2019年10月6日）
- 松江武者の日（2017年6月4日、2019年6月9日）
- 歴タメLive～ 歴史好きのエンターテイナー大集合！（MC）（2016年- 第1弾〜4弾）
- 熊谷うまいもんカップ2019（2019年5月26日）
- 天王寺真田幸村博 プレイベント（2014年5月4日）
- 第53回 寄居北條祭り（2014年5月11日）
- 第4回 熊谷B級グルメ大会（2014年5月25日）
- 第5回 熊谷B級グルメ大会（2015年5月31日）
- 第6回 熊谷B級グルメ大会（2017年5月28日）
- 天王寺真田幸村博 真田丸の陣（2014年11月1日）
- ブシロード「大ヴァンガ祭×大バディ祭」（2015年5月25日）
- 第31回　賤ヶ岳まつり（2015年5月10日）
- 埼玉県立歴史と民俗の博物館トークショー「徳川家康　埼玉に残る足跡」（2015年6月7日）
- 舞台「幻の城～戦国の美しき狂気～」勉強会（講師）（2015年9月5日）
- 天王寺真田幸村博 天ノ陣（2015年10月31日）
- 仙台真田家当主講演会「幸村子孫が語る。真田幸村の真実」（ナビゲーター）（2016年3月21日）
- 上田HERO　真田三代と十勇士（2016年3月26日）
- ザ☆刀剣展スペシャル・ギャラリートーク（2016年4月3日、ほか6日間）
- 大河ドラマ「真田丸」いざ！大坂の陣！！～WE LOVE SANADA！～（2016年10月9日）
- 2016ぎょうだ夢まつり（2016年11月23日）
- 月山富田城山頂部オープニングイベント（2016年11月27日）
- お城EXPO×戦国魂コラボDAY（MC）（2016年12月23日）
- 丸毛サミット～関ケ原合戦と福束城主・丸毛兼利～（ナビゲーター）（2017年2月26日）
- 関ヶ原武将シリーズ第3弾～大谷吉継～（ナビゲーター）（2017年6月24、25日）
- 第7回全国ご当地うどんサミットin熊谷（MC）（2017年11月18日、19日）
- お城EXPO（エンタメステージ、MC）（2017年12月22-24日）

### 新聞・雑誌
- ヤングアニマル　特集記事「ロクモンジャー特別座談会」（2019年19号）
- 週刊大衆　「麻美ゆまのあなたに会いたい！」（2019年9/9号、9/16号）
- 週刊大衆ヴィーナス　特集記事『歴史ナビゲーターれきしクンが語る「エロい日本の歴史」』　2017年9月5日号（2017年8月4日）
- 週刊大衆ヴィーナス　連載『侍の死地』（2017年2/1号 - ）
- 書評「天下統一　家康から秀吉へ」黒嶋敏著（講談社現代新書） - 信濃毎日新聞（2016年1月16日）、他
- 書評「徳川家康」笠谷和比古著（ミネルヴァ書房） - 沖縄タイムス（2017年2月11日）、他
- 小学館「ポケモンファン 46号」（2016年2月20日）

### 書籍
- ポンコツ武将列伝（柏書房）2017年
- ヘッポコ征夷大将軍（柏書房）2018年
- ヘンテコ城めぐり（柏書房）2019年
- ドタバタ関ヶ原（柏書房）2020年
- あの方を斬ったの…それがしです　〜日本史の実行犯〜（KKベストセラーズ）2018年
- マンガで攻略！はじめての織田信長　（白泉社）2017年
- マンガで攻略！はじめての織田信長2　本願寺と武田信玄に挑む　（白泉社）2018年
- 戦国武将ビジュアル人物大図鑑 （PHP研究所）
- 解説「おちゃっぴい　大江戸八百八」堀川アサコ著（講談社文庫）

### ライブ
- 歴史ライブ～軍師と足軽～（2013年8月 - ）